# August Quednau

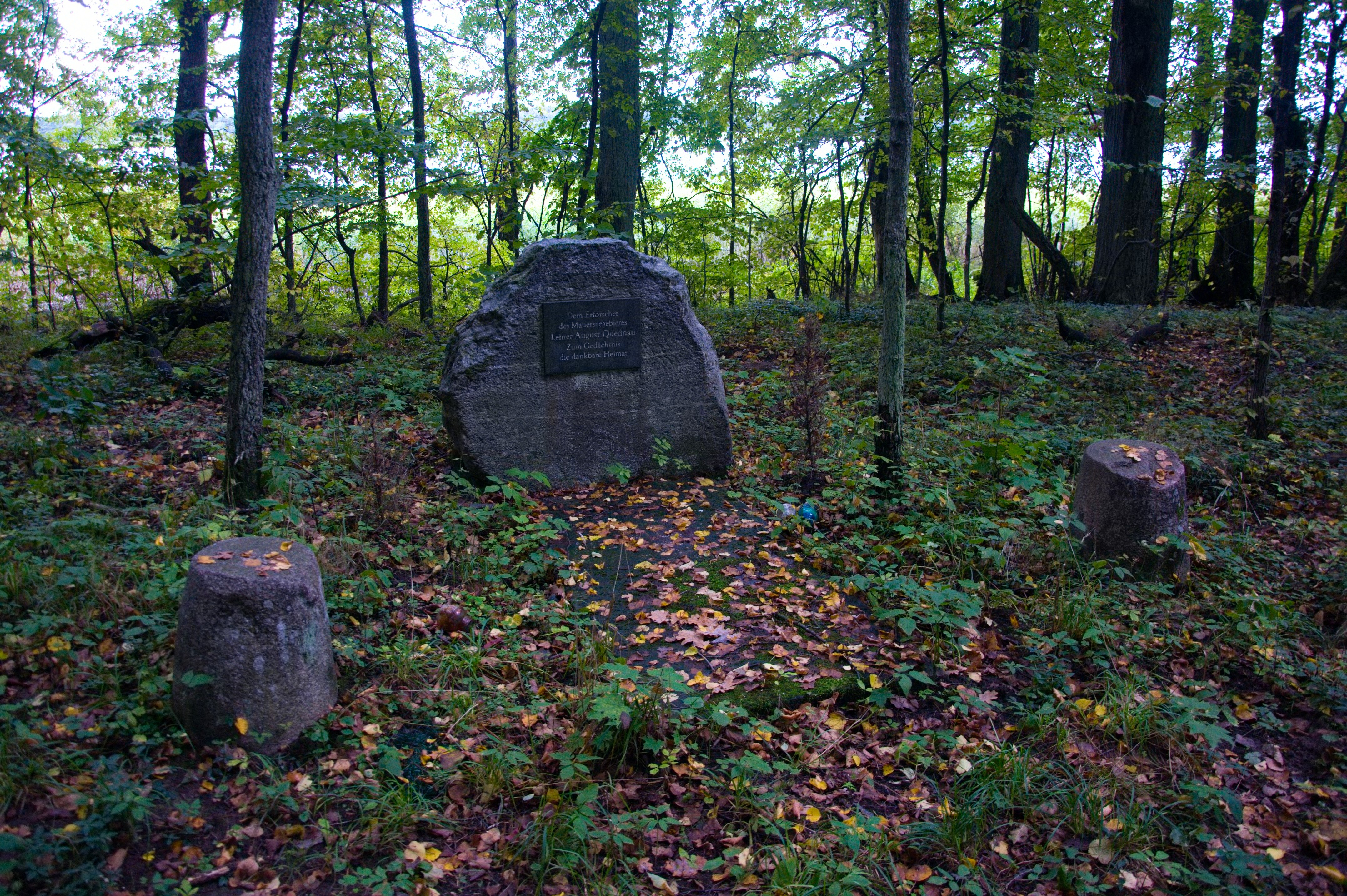
Der Grabstein des Lehrers August Quednau auf Upalten

August Quednau (* 1868; † 17. Mai 1931 in Stobben im Landkreis Angerburg, Ostpreußen) war ein deutscher Lehrer und Heimatforscher.

## Leben
Quednau widmete sich der Erforschung klimatologischer, geologischer und ornithologischer Beziehungen im Mauerseegebiet in Ostpreußen. Er war Lehrer in Stobben, heute Pniewo, Stadt-Landgemeinde Angerburg. August Quednau starb während einer Fahrt mit dem Boot auf dem Mauersee und wurde auf der heute nicht mehr öffentlich zugänglichen Insel Upalten beigesetzt.

## Werke
- Das eiszeitliche und das heutige Mauerseebecken. Julius Beltz, Langensalza 1927.